# Mike Lowry
Mike Lowry, właśc. Michael Edward Lowry (ur. 8 marca 1939 w St. John w stanie Waszyngton, zm. 1 maja 2017 w Olympii) – amerykański polityk, działacz Partii Demokratycznej.
W latach 1979–1989 reprezentował 7. okręg stanu Waszyngton w Izbie Reprezentantów Stanów Zjednoczonych. Od 1993 do 1997 pełnił funkcję gubernatora stanu Waszyngton.
6 kwietnia 1968 poślubił Mary Carlson. Para miała jedną córkę.